# Elly-Heuss-Knapp-Gymnasium Heilbronn
Das Elly-Heuss-Knapp-Gymnasium (kurz EHKG) ist ein Gymnasium am Kraichgauplatz 17 im Heilbronner Stadtteil Böckingen. Schulträger ist die Stadt Heilbronn. Namenspatin der Schule ist die Politikerin Elly Heuss-Knapp. Das Elly-Heuss-Knapp-Gymnasium an der Karlstraße 44 (heute Mönchsee-Gymnasium) war das erste Heilbronner Gymnasium für Mädchen und wurde erst in den 1970er Jahren nach dem Umzug an den Kraichgauplatz 17 in Böckingen auch für Jungen geöffnet.

## Schulgeschichte

### Sülmerstraße 38 (Hafenmarktschule)
Von dem Privatinstitut für Mädchen 1831 zum höheren Töchterinstitut 1841 und zur höheren Töchterschule 1872
Zum ersten Mal wurde Schulbildung für Mädchen und junge Frauen in Heilbronn 1831 möglich, als ein Privatinstitut für Mädchen gegründet wurde. Mit dem Erlass des Volksschulgesetzes im Jahre 1836, in dem der Besuch einer Schule vorgeschrieben wurde, erfolgten auch Regelungen bzgl. der Privatschulen. „Privatunterrichtsanstalten können, wenn die Benützung derselben vom Besuch der öffentlichen Volksschulen befreien soll, nur mit Genehmigung der Oberschulbehörde errichtet werden, und es dürfen dabei nur Lehrer, welche diese Behörde nach Kenntnissen und Sittlichkeit für befähigt erkannt, angestellt werden. Diese Anstalten stehen in Beziehung auf die Beobachtung des genehmigten Unterrichtsplans, auf Schulzucht und auf die Aufführung der Lehrer unter der Aufsicht der Schulbehörden.“
Das im einstigen Franziskanerkloster am Heilbronner Hafenmarkt befindliche Institut wurde dann 1841 zum höheren Töchterinstitut erhoben. In Württemberg erhielten damals Privatschulen für Mädchen und junge Frauen viele Bezeichnungen, darunter Lehrinstitut, Lehranstalt, Bildungsanstalt, Institut für junge Frauenzimmer, Unterrichtsanstalt, Mädcheninstitut, Erziehungs- und Unterrichtsanstalt für die weibliche Jugend der gebildeten Stände, Privatlehranstalt, Privattöchteranstalt, Töchterschule. Die Bezeichnung höhere Töchterschule, wie es dann in Heilbronn im Jahre 1872 der Fall war, kam weniger häufig vor. Private höhere Töchterschulen entstanden damals als eine Art „Ersatzschule“, weil der Staat oder die Kommunalverwaltung selbst keine Schulen für Mädchen schaffen konnten. Da die Heilbronner höhere Töchterschule über das Niveau der normalen Volksschule hinausging, war sie sehr gefragt. Ein Wechsel von der Volksschule zur höheren Töchterschule war damals relativ einfach, denn es musste lediglich eine einfache Anzeige an die Ortsschulbehörde erfolgen. Die Privatschule wurde jährlich vom Ortsschulinspektor geprüft, wobei meist der Vorstand des Elternrats auch staatlicher Schulinspektor in einer Person war.
Die höhere Töchterschule als Privatschule in Heilbronn bis zu ihrer staatlichen Anerkennung als höhere Mädchenschule 1879
Julius Desselberger, der damalige Schulrektor, weiß zu berichten, dass mit dem Gesetz vom 30. Dezember 1877 in Württemberg viele höhere Töchterschulen die Anerkennung als höhere Mädchenschule nicht schafften. So wurden mit diesem Gesetz für die staatlich anerkannten höheren Mädchenschulen Richtlinien vorgeschrieben, die viele Privatinstitute nicht erfüllen konnten. Dem Heilbronner Privatinstitut jedoch gelang es, als höhere Mädchenschule anerkannt zu werden, es darf seitdem als Vorläuferin des ersten Gymnasiums für Mädchen und junge Frauen in Heilbronn gelten. 1903 wurde in Württemberg die Mädchenschule als gleichberechtigte höhere Lehranstalt anerkannt, wobei verschiedene Neuerungen vorgenommen wurden. So erfolgte die Einführung einer zehnten Klasse, und die Fächer Mathematik, Biologie, Chemie und Physik erhielten eine neue Ergänzung. Die Mädchenschule in Heilbronn blieb bei allen Neuerungen trotz allem eine Schule mit Schwerpunkt auf Sprache. 1907 erfolgte die Einführung einer Abschlussprüfung, und seit 1909 war es möglich, nach dem Abschluss der Mädchenschule auch die Oberstufe der Knabenschule und die Universität zu besuchen.

### Geschwister-Scholl-Straße 8
Neubau in der Turm- bzw. Gartenstraße (1886)
Der Heilbronner Stadtbaumeister Gustav Wenzel (1839–1923), der auch das Stadtbad am Wollhausplatz errichtete, erbaute im Jahre 1886 an der Turmstraße 50 (Ecke Gartenstraße) ein neues Schulgebäude für die höhere Mädchenschule. Die feierliche Einweihung war am 13. Oktober 1886. Diese Schule hat das jüdische Mädchen Hanna Bachrach, geb. Würzburger, Tel Aviv, Israel besucht und erhielt dort doppelten Religionsunterricht.

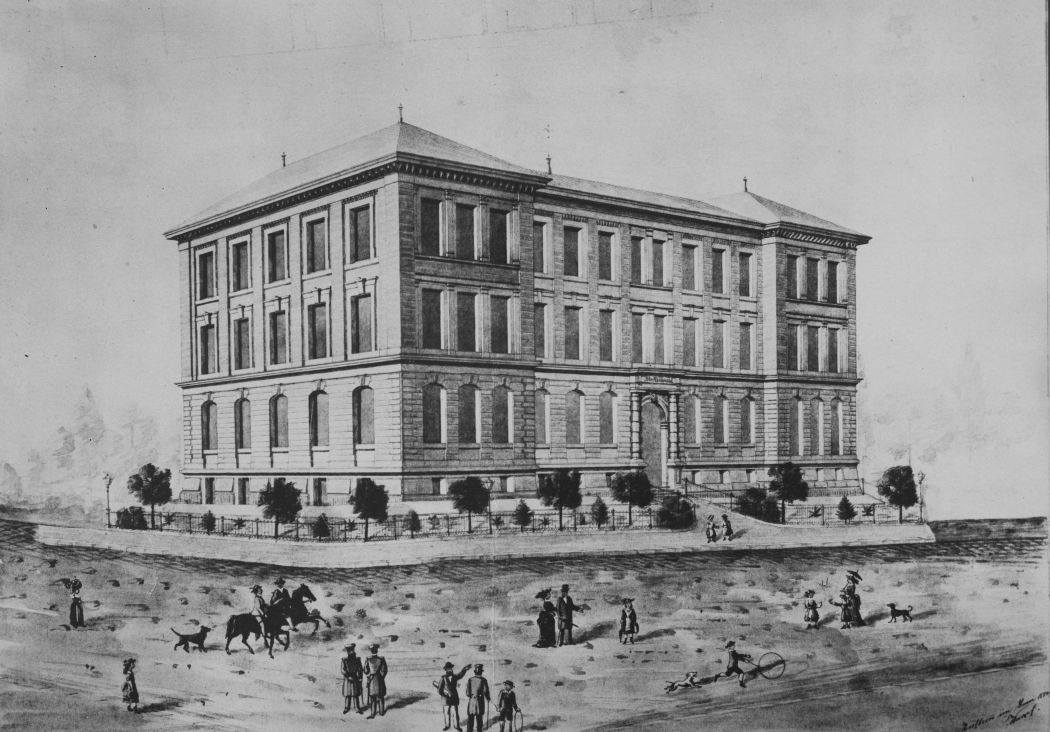
Neubau in der Turm- bzw. Gartenstraße (1886)
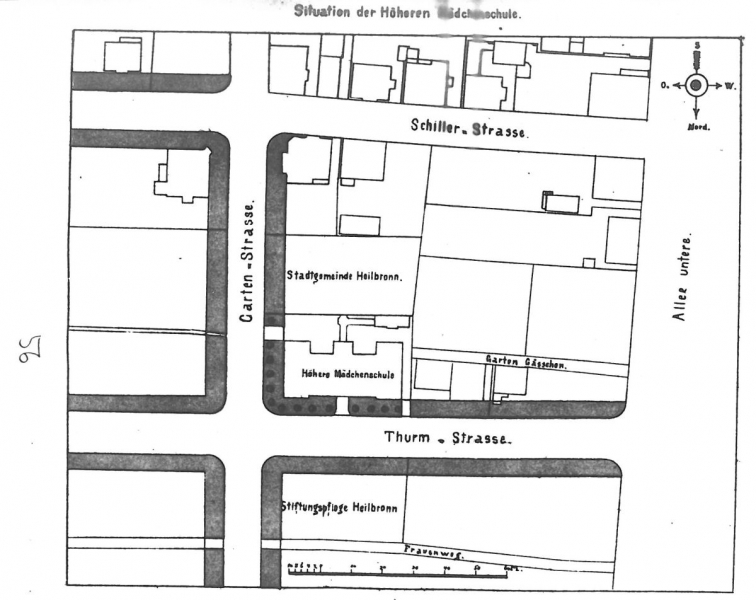
Situationsplan

Von der Heilbronner Mädchenrealschule (1914) zur Heilbronner Mädchenoberrealschule (1937)
1914 erfolgte eine Harmonisierung der Lehrpläne der höheren Mädchenschule mit den Lehrplänen anderer Realschulen, und aus der höheren Mädchenschule wurde eine Mädchenrealschule (heute Pestalozzischule). In der Mädchenrealschule wurde wiederum der Lehrplan verändert: Die Unterrichtung von „realen“ Kenntnissen genoss jetzt den Vorzug, und Mathematik, Chemie, Biologie und Physik traten in den Hintergrund. Noch war aber ein Besuch der Knabenschule nötig, um das Abitur zu machen.
Erst im Jahre 1937 konnte mit Gründung der Heilbronner Mädchenober(real)schule ein Universitätsstudium aufgenommen werden, ohne vorher eine Knabenschule besuchen zu müssen.
Victoria Wolff, die zeitweise Privatschülerin von Albert Einstein war, war eine der ersten jungen Frauen, die dann am Robert-Mayer-Gymnasium 1922 ihr Abitur machten.

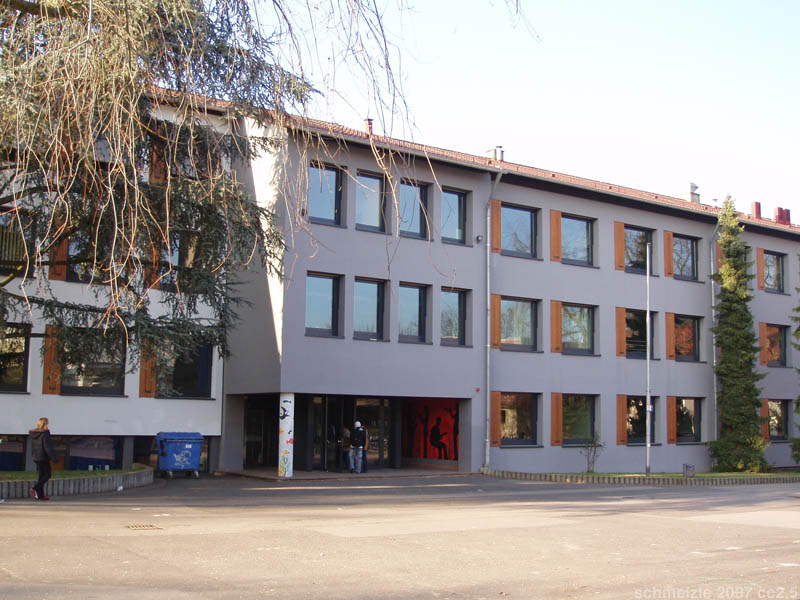
Ab 1953 war das EHKG im heutigen Mönchsee-Gymnasium

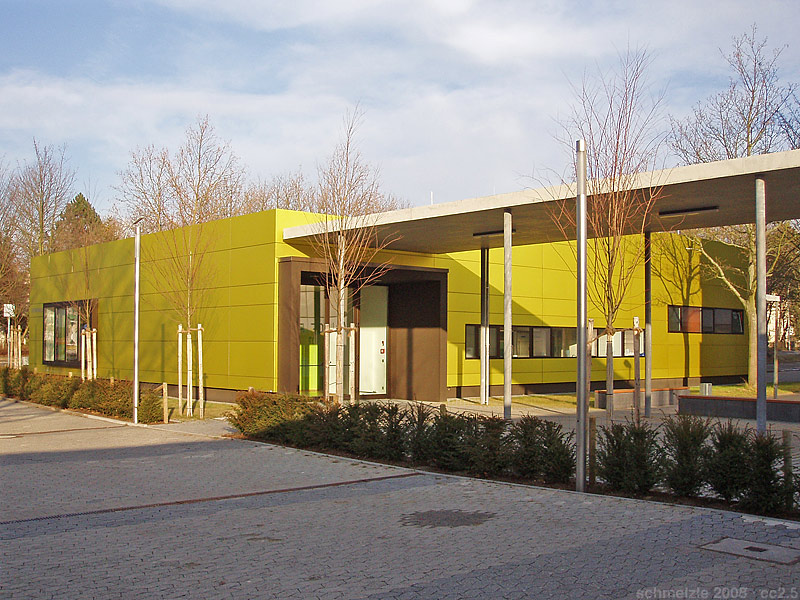
Mensa-Neubau von 2007 am Kraichgauplatz

### Karlstraße 44
Nach der Zerstörung des Schulgebäudes 1944 wurden auf dem Platz der ehemaligen Mädchenoberschule nun die neue Mädchenmittelschule als Mörike-Mädchenmittelschule und die Pestalozzischule gebaut. Das neue Gebäude für die Mädchenoberschule wurde nach Plänen der Architektengemeinschaft Alber an der Karlstraße 44 gebaut und fortan Elly-Heuss-Knapp-Gymnasium genannt.
Am 1. Oktober 1971 begann man nach den Plänen des Heilbronner Unternehmens ars – Systembau GmbH & Co. KG (Arbeitskreis Rationeller Systembau) nach einem einheitlichen Raster- und Bausystem, ein Gebäude in Fertigbauweise für 37 Stammklassen mit 43 Fach-, Neben- und Verwaltungsräumen und einer hauswirtschaftlichen Abteilung am Kraichgauplatz in Böckingen zu bauen.
Neben dem Elly-Heuss-Knapp-Gymnasium besteht seitdem auch noch die organisatorisch abgetrennte Elly-Heuss-Knapp-Grund- und Hauptschule. Nach dem Umzug des Elly-Heuss-Knapp-Gymnasiums zog das Mönchsee-Gymnasium in den freigewordenen Schulbau in der Karlstraße.

### Kraichgauplatz 17
Ab Mitte der 1960er Jahre wurde ein großes Neubaugebiet auf der Böckinger Schanz erschlossen. Mit dem Bau der Wohnungen für 5.000 bis 6.000 Menschen ging auch ein umfangreiches Schulbauprogramm einher, das die Fritz-Ulrich-Grundschule und das Kreisgewerbeschulzentrum an der Längelterstraße, die Heinrich-von-Kleist-Realschule im Kreuzgrund und ein Schulzentrum am Kraichgauplatz mit einschloss. Am Kraichgauplatz war zunächst ein Schulzentrum im „reformerischen Gedanken mit Ausrichtung auf eine Gesamtschule“ geplant worden, verwirklicht wurden dann aber eigenständige, schulartspezifische Schulen, darunter auch ein Gymnasium.

„[…] wollten die Planer zwischen 1970 und 1975 ein Schulzentrum entstehen lassen, in dem reformerische Gedanken mit Ausrichtung auf eine Gesamtschule realisiert werden sollten. Jedoch fand diese Schulart hier, wie in ganz Baden-Württemberg, nur wenige Befürworter. So führen die nach der Gattin von Theodor Heuss benannten Schanz-Schulen, die Elly-Heuss-Knapp-Grund- und Gemeinschaftsschule und das Elly-Heuss-Knapp-Gymnasium trotz enger Nachbarschaft ein schulartspezifisches Eigenleben. Gleiches gilt auch für die 1970/71 erbaute […] Heinrich-von-Kleist-Realschule […], die das einst gedachte Schulzentrum auf der Schanz komplettieren sollte.“

Im Juli 1973 wurden beginnend mit Klassenstufe 5 erstmals auch Jungen am EHKG aufgenommen.
Im November 1974 gründete Sigrid Lipp, Sport- und Kunstlehrerin am Gymnasium, die Heilbronner Majorettengruppe und 1978 den Heilbronner Käthchen-Hochzeitszug.
Am 21. März 1975 wurde das Gebäude am Kraichgauplatz offiziell eingeweiht, und bis 1977 wurden noch die aus Sporthalle und Freiplätzen bestehenden Sportanlagen angelegt. 1992 ist das Schulhaus umfassend saniert worden, nachdem das Flachdach undicht wurde und es immer wieder zu Wasserschäden gekommen war. Seit 1993 gibt es einen Mittagstisch, und seit Frühjahr 2007 erfolgt die Verpflegung der Schüler in der nach Plänen von Matthias Müller neu gebauten Mensa. 1998 wurde auf dem Turnhallenvordach die erste Heilbronner Schulsolaranlage installiert.
Schulleiter an dem Elly-Heuss-Knapp-Gymnasium waren und sind:
| - 1951–1966: Walther Ederle - 1966–1988: Gerhard Harsch - 1988–2010: Hans-Ulrich Dollmann - 2010–2018: Isabella Peimann-Schaak - 2018–2019: Benedikt Grimm (kommissarisch) - Seit 2019: Christoph Zänglein (* 7. Mai 1959) |

## Bekannte Lehrer und Schüler
- Ernst Friedrich Kauffmann (1803–1856), Lehrer für Mathematik und Geometrie
- Bruno Grosse (1892–1976), Maler und Kunstlehrer an der Schule
- Werner Heim (1908–1978), Heimatforscher und Biologielehrer an der Schule, später Leiter des Heilbronner Historischen Museums
- Wilhelm Hofmann (1917–1995), Lehrer für Geschichte, Politik, Deutsch und Geschichte an der Schule, später Landtagsmitglied
- Alexander Bertsch (* 1940), Schriftsteller, Musiklehrer am Gymnasium
- Irmgard Pozorski (* 1953), Künstlerin, Abitur 1972
- Jörg Sommer (* 1963), Schriftsteller und Umweltschützer, Vorstandsvorsitzender der Deutschen Umweltstiftung, war von 1974 bis 1982 Schüler
- Michael Georg Link (* 1963), Politiker, Abitur am Elly-Heuss-Knapp-Gymnasium
- Clauß Peter Sajak (* 1967), Lehrer für katholische Religion an der Schule, später Professor für Religionspädagogik
- Michael Beißwenger (* 1973), Germanist, Abiturient des Gymnasiums
- Oliver Pfleger (* 1983), Lehrer für Gemeinschaftskunde und Deutsch, Musiker der Band AndiOliPhilipp